# Slow an' Easy
Slow an' Easy è una canzone del gruppo musicale britannico Whitesnake, estratta come singolo dall'album  Slide It In nel 1984. È stato pubblicato esclusivamente negli Stati Uniti.

## Composizione
La canzone è stata scritta dal cantante David Coverdale assieme al chitarrista Micky Moody, che era l'unico membro originale, oltre a Coverdale, rimasto nella band. Moody ha probabilmente influenzato lo stile blues rock di questo brano, a differenza della maggior parte del materiale di Slide It In che si caratterizza per un sound più hard rock, se comparato alle influenze bluesy presenti nei primi album della band. Il brano è stato registrato durante una jam session mattutina con un testo per gran parte improvvisato.
Nonostante abbia composto e suonato il brano, Moody ha lasciato la band poco dopo la pubblicazione dell'album. Quando il chitarrista John Sykes si è unito al gruppo, le parti di Moody sono state sostituite da quelle di Sykes (così come le parti di basso di Colin Hodgkinson sono state sostituite da Neil Murray). Il ritmo della canzone è guidato dalla grancassa della batteria di Cozy Powell.

## Video musicale
Il brano è stato accompagnato da un videoclip che ha permesso al gruppo di incrementare la propria fama presso il pubblico americano. Il video mostra gli Whitesnake che suonano su un palco, inframmezzati da immagini di un incidente stradale e di una donna la cui collana si stringe lentamente attorno al suo collo.

## Tracce
Il 45 giri edito dalla Geffen Records per il mercato americano contiene le seguenti tracce:
1. Slow an' Easy (LP Version) – 6:08 (David Coverdale, Micky Moody)
2. Slow an' Easy (Edit) – 4:12 (Coverdale, Moody)

## Formazione
- David Coverdale – voce
- John Sykes – chitarre
- Mel Galley – chitarre, cori
- Neil Murray – basso
- Jon Lord – tastiere
- Cozy Powell – batteria